# Canisius College (Nijmegen)
Het Canisius College is een katholieke school in Nijmegen. De school heeft afdelingen voor mavo, havo, atheneum en gymnasium.

## Geschiedenis
De school aan de Berg en Dalseweg is vernoemd naar de Heilige Petrus Canisius. Het was de rechtsopvolger van het gelijknamige Jezuïetencollege, met van 1900 tot 1970 een internaat. Het had daarna nog enige tijd binding met de jezuïetenorde. In 2005 vertrok de laatste pater.
Tot 4 november 2016 was er ook een nevenvestiging op de Goffertweg: locatie De Goffert. Daar werd een deel van het vmbo-onderwijs gegeven, waaronder het lwoo. Deze is op 1 april 2016 gefuseerd met het Kandinsky College, locatie Hatertseweg. Beide scholen zijn samen verder gegaan als "het Rijks". Ook was er een nevenvestiging op de Akkerlaan, de internationale schakelklas. Deze heet tegenwoordig het Pontem College, met een locatie op de Akkerlaan en een op de Streekweg.
Op 1 januari 2002 zijn de besturen van vier Nijmeegse scholen voor voortgezet onderwijs met elkaar gefuseerd tot de Scholengroep Rijk van Nijmegen, te weten: Het Canisius College, de Nijmeegse Scholengemeenschap Groenewoud (NSG), het Kandinsky College en de St. Jorisschool. In die samenstelling is daarna geen verandering gekomen. Wel is er door de hierboven genoemde fusie de naam "het Rijks" aan toegevoegd en door de naamsverandering en de uitbreiding met een locatie de naam "Pontem college". Er wordt binnen de scholengroep op vier niveaus lesgegeven, namelijk op vmbo (basis, kader, gemengd, theoretisch), havo, atheneum en gymnasium. Het Canisius College op de Berg en Dalseweg bood mavo, havo, atheneum(plus) en gymnasium aan. Het hoofdgebouw, met een naastgelegen sportzaal, is in 2014-2015 grondig verbouwd om te kunnen voldoen aan de moderne onderwijsbehoehoeften. Het monumentale deel van het pand is daarbij behouden gebleven. Tot 2017, toen het leeg kwam te staan en ter verhuur werd aangeboden, waren ROC Nijmegen en de Hogeschool Arnhem Nijmegen er gehuisvest. 

### In het nieuws
Op 19 oktober 2009 had een bus met leerlingen van het Canisius College Berg en Dalseweg een ongeluk op weg naar Barcelona. De bus, met aan boord 53 leerlingen en 6 leraren van de school, sloeg over de kop bij een afslag. De leraren en de vierdeklassers waren onderweg naar hun hotel in Calella, de uitvalsbasis voor een excursiereis in Spanje. Daarbij kwam één leerlinge om het leven.

## Bekende oud-leerlingen

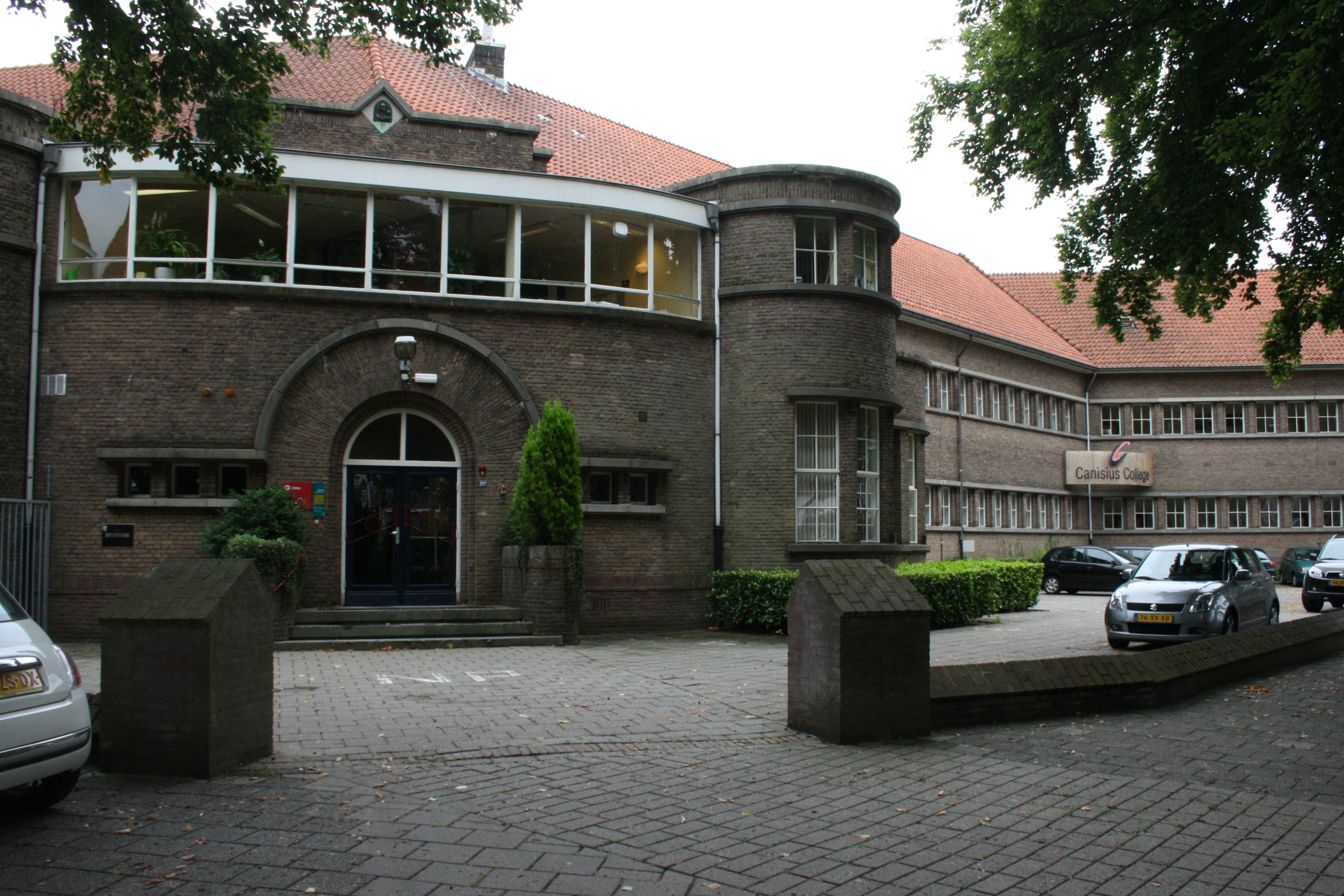
Canisius College (Berg en Dalseweg, voormalige meisjesschool Mater Dei)

- Sinan Can, journalist en programmamaker
- Yeliz Çiçek, journalist en hoofdredacteur bij Vogue
- Daphne Deckers, fotomodel en columniste
- Willibrord Frequin, presentator, journalist
- Jay-Roy Grot, voetballer
- Jan van Hoof, verzetsstrijder
- Vincent Janssen, voetballer
- Joanneke Kruijsen, politicus
- Ruud Lubbers, politicus
- Ton Luijten, columnist
- Joop Lücker, hoofdredacteur bij de Volkskrant en De Tijd
- Hans van Mierlo, politicus
- Thomas Olde Heuvelt, schrijver
- Jean Penders, politicus
- Gijs Rademaker, journalist
- Ton Rottier, bestuurder Staatsmijnen/DSM
- Anton Schaars, priester
- Fons van der Stee, politicus
- Gerard Stubenrouch, KVP-politicus en staatssecretaris van onderwijs
- Marc van Uhm, generaal-majoor buiten dienst van de Koninklijke Landmacht.
- Peter van Uhm, Commandant der Strijdkrachten
- Thomas Verbogt, schrijver
- Jos Werner, politicus
- Dick Wijte, CDA-politicus en burgemeester

## Publicatie
- Wies van Leeuwen & Jos Joosten: Het Canisius College. Monument van katholieke emancipatie. Nijmegen, Van Tilt, 2019. ISBN 9789460044625